# تشن يانغ (لاعبة هوكي الحقل)
تشن يانغ هي لاعب هوكي الحقل صينية، ولدت في 15 فبراير 1997.